# Kooluil
De kooluil (Mamestra brassicae) is een in Europa algemeen voorkomende mot uit de familie Noctuidae.
De soort vertoont veel variatie in grootte. De spanwijdte van de vleugels is 34-50 millimeter. De voorvleugels zijn bruin en gevlekt met een duidelijke witgerande stip en een gebroken witte subterminale lijn. De achtervleugels zijn grijs en worden donkerder naar de termen toe. Op de tibia van de voorpoot zit een duidelijk spoor.
De vlinder is van mei tot oktober te zien. Er zijn per jaar twee of drie generaties. Het diertje vliegt alleen 's nachts en wordt door licht, suiker en nectarrijke bloemen aangetrokken. Er worden twintig tot dertig eieren aan de onderkant van een blad afgezet. Na tien tot vijftien dagen komen de larven uit het ei. De kooluil overwintert als pop of rups in diapauze, een rusttoestand voor de verpopping.
De 40 tot 45 mm lange rupsen zijn groen of bruin van kleur met donkere vlekken en zijn te vinden van augustus tot oktober. Ze leven niet alleen op kool, maar ook op vele andere planten. Bij kool vreten ze tussen de bladnerven vrij onregelmatige gaten in de bladeren en de kool.

## Waargenomen waardplanten
- Alcea rosea - Stokroos
- Allium - Ui
- Aquilegia - Columbine
- Beta - Biet
- Brassica
- Bryonia
- Calendula - Goudsbloem
- Chrysanthemum
- Cucurbita
- Dianthus - Anjer
- Helianthus - Zonnebloem
- Hyoscyamus - Bilzekruid
- Hyssopus - Hysop
- Lactuca - Sla
- Linum - Vlas
- Lycopersicon - Tomaat
- Malus - Appel
- Nicotiana - Tabak
- Pisum - Erwt
- Plantago
- Raphanus - Radijs
- Rheum - Rabarber
- Rudbeckia
- Rumex - Zuring
- Solanum - Aardappel
- Spinacia - Spinazie